# Ficção científica libertarianista
Ficção científica libertarianista é um sub-gênero de ficção científica que foca na política e ordem social a partir da filosofia libertarianista, com ênfase no individualismo e Estado limitado e, as vezes até na ausência de governo.
Como uma categoria, a ficção libertarianista é não usual, pois a maioria dos autores auto-intitulam-se apenas como autores de ficção científica. Nos Estados Unidos, o Libertarian Party possui representantes autores de de ficção científica. O partido teve, inclusive, o autor L. Neil Smith concorrendo nas primárias como candidato a Presidente dos Estados Unidos em 2000, mas perdeu para Harry Browne.
O livro de Ayn Rand, Atlas Shrugged, é uma forte influência com uma atitude antissocialista e uma ética individualista.
De maior relevância para a ficção científica é o livro The Moon is a Harsh Mistress de Robert A. Heinlein, que conquistou leitores não-libertarianistas. O Prometheus Award é um prémio anual para o melhor livro de ficção científica libertarianista.

## Exemplos
- L. Neil Smith, The Probability Broach
- Vernor Vinge, Marooned in Realtime
- Larry Niven, Jerry Pournelle e Michael Flynn, Fallen Angels
- Ken MacLeod, The Star Fraction
- Ira Levin, This Perfect Day
- Victor Koman, Kings of the High Frontier
- Neal Stephenson, The System of the World
- Robert A. Heinlein, The Moon Is a Harsh Mistress
- Joss Whedon (escritor-diretor), Serenity
- J. Neil Schulman, Alongside Night
- Matthew Alexander, Wĭthûr Wē